# Triunfos de Sagramor
Triunfos de Sagramor es uno de los libros de caballerías portugueses, perteneciente al llamado ciclo artúrico, que relata el ascenso al trono inglés de Sagramor, sucesor del Rey Arturo, y las aventuras protagonizadas por diversos paladines de su corte, especialmente el Caballero de las armas cristalinas. 

## Impresión y autoría
La obra fue publicada por primera vez en Coímbra, Portugal, en 1554 con el título de Livro primeiro da primeira parte dos Triunfos de Sagramor, rey de Inglaterra e Franca, em que se tratam os maravilhosos feitos dos cavaleiros da segunda Távola Redonda (en español: Libro primero de la primera parte de los triunfos de Sagramor, rey de Inglaterra y Francia, en que se tratan de los maravillosos hechos de los caballeros de la Segunda Tabla Redonda). Se cree que el impresor pudo ser Joao Alvarez o Joao de Barreira. No se conoce hoy ningún ejemplar de esta edición. La obra, sin embargo, fue reimpresa en una versión abreviada en la misma ciudad en 1567, como Memorial das proezas da segunda Tavola Redonda, que es el texto que conocemos hoy. 
Su autor fue el comediógrafo Jorge Ferreyra de Vasconcellos (m. 1585), quien la dedicó al rey Sebastián I de Portugal. Los tres últimos capítulos de la obra celebran la investidura del príncipe don Juan, hijo de Juan III de Portugal y padre de don Sebastián.

## Influencias
El libro pertenece al llamado ciclo artúrico y revela la influencia de las obras anteriores de ese ciclo, tales como El baladro del sabio Merlín, La Demanda del santo grial o la historia de Lanzarote del Lago. Sin embargo, el autor también introduce ciertos elementos del Amadís de Gaula, como el personaje de Corisanda, amante que fue de don Florestán, medio hermano de Amadís, e inventa dos doncellas, Floristana de Gaula y Galorisa de Gaula, hijas extramatrimoniales respectivamente de don Florestán y su medio hermano Galaor.

## Contenido
La tabla de capítulos de la obra es la siguiente:   
1.- Cómo tuvo principio la Orden de Caballería.   
2.- Cómo el Rey Artur fue traicionado por Morderet su hijo.   
3.- De la batalla que el Rey Artur tuvo con Morderet.   
4.- Cómo Sagramor fue alzado por Rey y vencedor.   
5.- De lo que ordenaron los hijos de Morderet sabida su muerte.   
6.- Cómo el Rey Sagramor armó caballero a un doncel que vino a la corte.   
7.- De una aventura que vino a Londres, en la que fue Fidoflor de Mares.   
8.- De un moro español que vino a la corte a desafiar a los caballeros de la Mesa redonda.   
9.- Cómo el caballero de las armas cristalinas mató al gigante del castillo de la extraña torre.   
10.- En que el moro español acabó su historia.   
11.- Cómo el caballero de las armas cristalinas topó con una doncella que lo guio a su destino.   
12.- De una dueña que vino a la corte a pedir socorro al rey Sagramor.   
13.- Cómo el caballero de las armas cristalinas yendo por mar llegó a la isla de Córcega y lo que en ella pasó.   
14.- De lo que pasó en el castillo de la extraña torre, mandando el rey tomar posesión de él.   
15.- Del cabo que el caballero de las armas cristalinas dio a la aventura que halló en la isla de Córcega.   
16.- Cómo Muleyzidán, Miramamolín de África, determinó conquistar Francia inducido por Dagoberto.   
17.- De quién era el sabio Tolorique, y el principio de Florimarte del Lago.   
18.- Cómo el caballero de las armas cristalinas se desvió por una jornada y lo que le aconteció.   
19.- En que se cuenta la destrucción del rey de las islas Afortunadas.   
20.- Cómo Arisbes negoció con Francia, y lo que hizo el Miramamolín con su recado.   
21.- Cómo Doristán Dautarixa a requerimiento de una doncella socorrió a otra.   
22.- De lo que acaeció a los gemelos que partieron de Londres, para verse con el caballero de las armas cristalinas.   
23.- Cómo Padragonte de Suz fue a España, y lo que en ella le sucedió.   
24.- Cómo el caballero de las armas cristalinas salvó de la muerte a Belflorís, con ayuda de Florisbel.   
25.- Del socorro que el Rey Sagramor dio a la reina Drusiada.   
26.- De lo que acaeció a Deyfilos de Xatra y Pinafor.   
27.- De lo que aconteció a Fidoflor de Mares yendo en la vía de la isla de Gocia.   
28.- De lo que pasó en su viaje Leonces de Renel.   
29.- Cómo Padragonte de Suz mató a los hermanos del puente del Sacrificio.   
30.- Cómo Florisbel determinó irse a Inglaterra con Belflorís, por consejo del caballero de las armas cristalinas.   
31.- Cómo Doristán Dautarixa llegó a la torre de Laudicea.   
32.- De lo que sucedió a don Brisán de Lorges con la doncella Floresinda.   
33.- Cómo Fidoflor yendo a la isla de Gocia Oriental halló dos donceles, y lo que con ellos pasó.   
34.- Cómo Deyfilos de Xatra y Pinaflor liberaron al Príncipe Aristandor.   
35.- De cómo el caballero de las armas cristalinas fue a la Gruta del Centauro.   
36.- De la afrenta en que se vio don Brisán de Lorges en Damasco por causa de su amiga.   
37.- De la batalla que Doristán Dautarixa tuvo con Astribonio, duque de Milán, ante Laudicea.   
38.- Cómo el caballero de las armas cristalinas fue informado del gigante Arganzón.   
39.- Cómo don Brisán de Lorges fue a Damasco.   
40.- Cómo Masilia se fue con Laudicea a la corte del Rey Sagramor, y de lo que les acaeció en el camino.   
41.- De lo que pasaba en la corte del Rey Sagramor.   
42.- Cómo el caballero de las armas cristalinas desencantó a Celidonia.   
43.- En que Corisanda cuenta la obligación que los doncelles tenían de sus abuelos.   
44.- De las fiestas que se hicieron en la corte del Rey Sagramor, por las bodas de Dauristán Dautarixa.   
45.- De las justas que hizo el caballero del Centauro en la corte.   
46.- De una maravillosa aventura que vino a la corte.   
47.- Del torneo que hizo el esclarecido Príncipe a la edad de quince años.   
48.- Del remate de estas fiestas. 

## Continuación
En varias partes de su obra, Ferreyra de Vasconcelos anunció una continuación, como era habitual en los libros de caballerías, pero nunca fue publicada. Franco Barreto indica que el comediógrafo sí llegó a escribir esta segunda parte y que era mejor que la primera parte, pero el texto nunca se ha encontrado.